# Das Geheimnis von Green Lake
Das Geheimnis von Green Lake (Originaltitel Holes) des Regisseurs Andrew Davis aus dem Jahr 2003 ist die US-amerikanische Verfilmung des Jugendromans Holes von Louis Sachar, der in Deutschland unter dem Titel Löcher. Die Geheimnisse von Green Lake veröffentlicht wurde.

## Handlung
Der Kinder- und Jugendfilm erzählt die Geschichte der Familie Yelnats, die aus Texas kommt. Die Hauptperson, Stanley Yelnats, erlöst die Familie (jetzt, in unserer Zeit) von einem schweren Fluch, mit dem die Familie mehr als hundert Jahre zuvor belegt worden war. Stanleys Nachname Yelnats ist sein Vorname rückwärts gelesen.
In der Rückblende wird Folgendes klar: Elya Yelnats, der Ururgroßvater von Stanley, wollte damals in Lettland die schöne Bauerntochter Myra heiraten, hatte aber gegen das Brautgeschenk eines hässlichen, alten Rivalen, nämlich ein Schwein, nur ein Herz voller Liebe anzubieten. Dadurch entmutigt wandte er sich an die Zigeunerin und Wahrsagerin Madame Zeroni, die ihm ihr Schwein schenkte. Sie stellte die Bedingung, dass er es aufpäppeln sollte, indem er es jeden Tag auf den Berg bringt, es aus einer Quelle trinken lässt und ihm dabei ein Lied vorsingt. Zur Bedingung machte sie auch, dass Elya am Schluss auch sie selbst auf den Berg zur Quelle tragen müsse. Da sich aber Myra als dumm und einfältig erweist, verzichtet Elya auf die Brautwerbung. Er geht nach Amerika, ohne die Bedingungen Madame Zeronis erfüllt zu haben. Seit dieser Zeit wird in der Familie jedes Missgeschick mit deren Fluch erklärt.
So auch, als Stanley Yelnats eines Tages unter einer Brücke läuft. Plötzlich fliegen ihm aus heiterem Himmel ein Paar Turnschuhe an den Kopf. Ahnungslos nimmt er sie mit sich, wird aber des Diebstahls angeklagt, da die Turnschuhe einem berühmten Baseballspieler gehörten und versteigert werden sollten. Stanley kommt nach Camp Green Lake in Texas, wo straffällig gewordene Jugendliche zur „Charakterbildung“ Löcher graben müssen, die so tief und so breit sein sollen, wie ihre Schaufel lang ist. Beaufsichtigt und drangsaliert werden sie dort von Mr. Sir und Mr. Pendanski. Wie nebenbei wird den Jungs befohlen, alles Ungewöhnliche, was beim Graben gefunden wird, abzuliefern. Als Belohnung bekommt man den restlichen Tag frei. Ein Fossil, das Stanley findet, erzielt nicht die gewünschte Wirkung, dafür erhält er von den anderen Jungen den Spitznamen Caveman (Höhlenmensch). Schließlich findet er ein kleines Röhrchen, auf welchem ein Herz mit den Initialen K B eingraviert ist. Er muss es aber X-Ray (Durchblick) abliefern, einem der Jungs, der sich als Anführer sieht. Dieser zeigt es am nächsten Tag vor und erzielt eine ungeahnte Wirkung: Die Warden, der große, unbekannte Boss (zum Erstaunen der Jungs eine weibliche Person), kommt und veranlasst die Aufseher sowie die Jungs in X-Rays Loch, dem angeblichen Fundort, weiter zu graben.
In verschiedenen Rückblicken in die Zeit vor 110 Jahren erfährt man Folgendes: Auf der Wüstenebene, auf der Camp Green Lake liegt, befindet sich damals ein See, eben der Green Lake. Es unterrichtet damals eine Lehrerin namens Katherine Barlow. Sie verliebt sich in den Zwiebelverkäufer Sam, einen Afroamerikaner. Sie bittet ihn, ihr das Schulhaus zu renovieren. Einige Zeit später kommt es spät abends zum ersten Kuss. Durch das Fenster beobachtet Hattie Parker das Geschehen. Die Nachricht verbreitet sich rasch durchs Dorf und schließlich wird das Schulhaus, auf Betreiben von Trout Walker hin, in Brand gesteckt. Der Sheriff, bei dem Kate Barlow Schutz und Recht sucht, erklärt ihr, dass Sam gehängt wird, und will einen Kuss von ihr. Entsetzt flieht Kate zum See, wo sie Sams Boot sieht. Trout Walker in seinem Boot kommt dazu und erschießt Sam. Kate Barlow geht daraufhin zum Sheriff, erschießt und küsst ihn. Sie wird eine der berüchtigsten und gefährlichsten Gesetzlosen des Wilden Westens und raubt unter anderem Stanleys Urgroßvater aus … Im Laufe der Jahre trocknet der See immer mehr aus. Als sie nach vielen weiteren Jahren wieder zurückkommt, findet sie auf der Fläche des ausgetrockneten Sees Sams Boot „Mary Lou“, wo sie mit Trout Walker und seiner Frau Linda zusammentrifft, die sie mit Gewalt zwingen wollen, das Versteck all ihrer Beute zu verraten. Kate aber stirbt durch den Biss einer gelb gefleckten giftigen Echse. Zuvor hatte sie noch erklärt, dass Trout und seine Kinder auf dieser weiten Ebene viele Jahre ihren Schatz suchen und doch nie finden würden.
Die natürlich erfolglose Suche in X-Rays Loch zieht sich immer weiter in die Länge, schließlich geht die Warden wieder zum Lager zurück. Stanley freundet sich mit Zero, einem der Jungen, besonders an. Dieser ist der Jüngste von allen, eigentlich zu jung, um in ein solches Lager zu kommen. Trotzdem handelt es sich bei ihm um den schnellsten Gräber des Camps. Eines Tages nimmt Stanley die Schuld auf sich, Mr. Sirs Sonnenblumenkerne gestohlen zu haben. Stanley muss ihn zur Warden begleiten, der Mr. Sir seine Vermutung ausspricht, nicht Stanley, sondern einer der anderen sei der Schuldige. Durch die Unsinnigkeit dieses Ausspruches verärgert, schlägt die Warden Mr. Sir nieder. Als nun Stanley zu den Löchern zurückkommt, sieht er, dass Zero sein Loch weitergegraben hat, und gibt ihm nun Unterricht im Lesen und Schreiben, wobei Zero seinen richtigen Namen nennt: Hector Zeroni. Als Lohn gräbt Zero jeden Tag einen Teil von Stanleys Loch. Einmal kommt es deshalb zu einer Prügelei zwischen Stanley und einem anderen Jungen. Zero mischt sich ein und hilft dem beinahe unterliegenden Freund. Als die Warden davon erfährt und Stanley zur Rede gestellt wird, richtet Mr. Pendanski spöttisch einige Buchstabieraufgaben an Zero, der aber keine beantwortet. Als Mr. Pendanski ihn daraufhin seiner Dummheit wegen verspottet, schlägt Zero ihn durch einen einzigen Schlag mit einer Schaufel zu Boden. Dann sucht er so schnell wie möglich das Weite. Keiner kann ihn mehr einholen. Zeros Daten werden als nie da gewesen gelöscht. Dies funktioniert, da er keine Verwandten mehr hat.
Am nächsten Tag steigt Stanley während der Trinkwasserausgabe in Mr. Sirs Wagen, um Zero zu suchen. Er kommt aber nicht weit, da er aus Versehen in ein Loch fährt. Die Flucht setzt er nun zu Fuß fort. Nach einiger Zeit findet er Sams Boot „Mary Lou“, wo er mit Hector zusammentrifft. In der Legende um Stanleys Vorfahr hieß es, dass Stanley I nur in der Wüste überleben konnte, da er Gottes Daumen fand. Diesen Daumen erkennt Stanley IV in einem Berg, der eine ähnliche Form wie ein Daumen hat. Aus diesem Grund brechen Stanley und Hector zu dem Berg auf, um die Quelle auf dem Berg zu finden. Ihnen steht eine grausame Bergsteigetour bevor. Ohne Wasser und Nahrung werden die beiden, besonders Hector, immer schwächer. Schließlich bricht Hector zusammen. Stanley muss ihn unter größten Anstrengungen weitertragen, während die Stimme Madame Zeronis ertönt: „Aber wenn du vergisst, Madame Zeroni auf den Berg zu tragen, wird deine Familie verflucht sein für immer und ewig.“ Nach langer Zeit kommt er zu der Quelle. Hector erholt sich bald wieder und gesteht ihm, dass er die Schuld an Stanleys Verhaftung trägt, da er Clyde Livingstons Schuhe gestohlen und aus Angst wieder die Brücke hinuntergeworfen hat. Die beiden ernähren sich von den zahlreichen Zwiebeln, die sie dort finden.
Stanley erinnert sich an die Initialen K B auf dem Metallröhrchen und bringt sie mit Kate Barlow in Verbindung. Er erinnert sich, dass sein Urgroßvater von dieser Gesetzlosen ausgeraubt wurde. Hector und Stanley machen sich nachts auf den Weg nach Green Lake und suchen Stanleys Loch, um dort nach Kate Barlows Beute zu graben. Hector schleicht sich ins Camp, um Schaufeln zu holen. Schließlich finden sie eine Kiste, im selben Augenblick aber werden sie von der Warden, Mr. Sir und Mr. Pendanski überrascht. Als Mr. Sir die Lampe ins Loch hält, stellen die Betreuer und Ms. Walker entsetzt fest, dass auf dem Körper der Jungen und auf der Kiste einige der gelb gefleckten Echsen liegen. Trotz der Todesgefahr übergeben Hector und Stanley die Kiste nicht und bleiben still stehen. Es kommen Anwälte Stanleys, die seine Unschuld bezeugen, und Stanley springt mit Zero aus dem Loch, als er merkt, dass die Echsen nicht beißen wollen. Die Warden, bei welcher es sich um eine Enkeltochter Trout Walkers handelt, möchte den Schatz als ihr zugehörig nehmen. Hector aber entdeckt die Aufschrift „Stanley Yelnats“ auf der Kiste, welches derselbe Name von Stanleys Vater, Großvater und Urgroßvater war. Da die Daten Hectors gelöscht sind, kann auch seine Schuld nicht mehr bewiesen werden und die beiden Freunde verlassen mit der Kiste das Camp. Zu Hause hat Stanleys Vater soeben ein Mittel gegen Fußgeruch fertiggestellt, welches er schon seit Jahren entwickelt, aber wegen des Fluches nie fertigstellen konnte. In der Schatzkiste befindet sich Gold, mit dessen Hilfe Hector nun Detektive anstellen kann, die seine Mutter suchen sollen, was tatsächlich gelingt.
Es stellt sich heraus, dass er ein Nachkomme der Wahrsagerin Zeroni war, die von Elya Yelnats damals um Rat gefragt worden ist. Die beiden Jungs werden Nachbarn und Camp Green Lake wird in ein Ferienlager verwandelt. Außerdem wird das Geheimnis, dass die Eidechsen Stanley und Hector nicht getötet haben, gelüftet: die zahlreichen Zwiebeln Sams, welche den beiden zweimal das Leben gerettet haben.

## Besetzung und Synchronisation
| Rolle                                       | Darsteller        | Synchronsprecher          | Beschreibung |
| ------------------------------------------- | ----------------- | ------------------------- | --- |
| Stanley Yelnats IV (Höhlenmensch)           | Shia LaBeouf      | Nico Sablik               | Hauptperson, Ururenkel von Elya Yelnats |
| Warden Louise Walker                        | Sigourney Weaver  | Karin Buchholz            | Enkeltochter von Linda und Trout Walker, „Boss“ im Camp Green Lake                                                                                 |
| Marion Sevillo / Mr. Sir                    | Jon Voight        | Jan Spitzer               | Assistent von Warden Walker, als eigentlicher Boss von Camp Green Lake bekannt                                                                     |
| Mr. Pendanski / Mom                         | Tim Blake Nelson  | Michael Pan               | Beaufsichtiger des Zeltes D |
| Hector Zeroni (Zero)                        | Khleo Thomas      | Guilleaume Mormon         | Urururenkel von Madame Zeroni, kann nicht lesen und nicht schreiben                                                                                |
| Stanley Yelnats III                         | Henry Winkler     | Lutz Schnell              | Vater von Stanley |
| Stanley Yelnats II                          | Nathan Davis      | Werner Ehrlicher          | Großvater von Stanley |
| Tiffany Yelnats                             | Siobhan Fallon    | Heidrun Bartholomäus      | Mutter von Stanley |
| Rex (X-Ray)                                 | Brenden Jefferson | Hannes Maurer             | Einer der straffällig gewordenen Jugendlichen in Camp Green Lake, Anführer in Zelt D                                                               |
| Theodore (Deo)                              | Byron Cotton      | Tobias Müller             | Einer der straffällig gewordenen Jugendlichen in Camp Green Lake                                                                                   |
| Alan (Torpedo)                              | Jake M. Smith     | Constantin von Jascheroff | Einer der straffällig gewordenen Jugendlichen in Camp Green Lake                                                                                   |
| José (Magnet)                               | Miguel Castro     | Nico Mamone               | Einer der straffällig gewordenen Jugendlichen in Camp Green Lake                                                                                   |
| Ricky (ZickZack)                            | Max Kasch         | Wanja Gerick              | Einer der straffällig gewordenen Jugendlichen in Camp Green Lake                                                                                   |
| Brian (Zapp)                                | Noah Poletiek     | Kevin Winkel              | Einer der straffällig gewordenen Jugendlichen in Camp Green Lake                                                                                   |
| Lewis (Kotzbeutel)                          | Zane Holtz        |                           | Einer der straffällig gewordenen Jugendlichen in Camp Green Lake                                                                                   |
| Miss Katherine Barlow (Kissin’ Kate Barlow) | Patricia Arquette | Ulrike Stürzbecher        | Erst Lehrerin, später eine der berüchtigtsten Gesetzlosen der Vereinigten Staaten, küsst Leute, die sie selbst umgebracht hat (Lippenstiftabdruck) |
| Sam (Zwiebel Sam)                           | Dulé Hill         | Michael Iwannek           | Dunkelhäutiger Zwiebelverkäufer, verliebte sich in Kate Barlow, wurde von Trout Walker umgebracht                                                  |
| Madame Zeroni                               | Eartha Kitt       | Barbara Ratthey           | Urururgroßmutter von Hector, Wahrsagerin von Elya Yelnats                                                                                          |
| Elya Yelnats                                | Damien Luvara     | Karlo Hackenberger        | Ururgroßvater von Stanley |
| Charles „Trout“ Walker                      | Scott Plank       | Boris Tessmann            | Großvater von Warden Walker, erschoss Sam |
| Linda Walker (geb. Miller)                  | Allison Smith     | Diana Borgwardt           | Großmutter von Warden Walker, früher Schülerin von Miss Katherine Barlow                                                                           |
| Clyde Livingston (Sweetfeet)                | Rick Fox          | Roman Kretschmer          | Berühmter Baseballspieler, dessen Schuhe geklaut worden sind                                                                                       |
| Carla Morengo                               | Roma Mafia        | Iris Artajo               | Anwältin von Stanley |
| Myra Menke                                  | Sanya Mateyas     | Angela Ringer             | Elya Yelnats wollte sie heiraten, aber sie konnte sich nicht entscheiden                                                                           |
| Morris Menke                                | Ravil Isyanov     | Eberhard Prüter           | Vater von Myra Menke |
| Igor Barkov                                 | Ken Davitian      |                           | Er wollte wie Elya Yelnats auch Myra Menke heiraten                                                                                                |
| Mr. Peck                                    | Brian Peck        | Thomas Hailer             | Bürger im Klassenzimmer |
| Stanley Yelnats I                           | Allan Kolman      |                           | Urgroßvater von Stanley |
| Mr. Collingwood                             | Louis Sachar      |                           | |
| Staatsanwalt                                | Bruce Ramsay      | Gunnar Helm               | |

## Kritiken
„[…] Kinder unter zehn Jahren werden vom geheimnisvollen Green Lake allerdings gleich doppelt überfordert sein. Zum einen geht’s mitunter ziemlich gruselig zu. Die überraschenden Attacken der überall herumwimmelnden tödlichen Wüstenleguane zum Beispiel dürften Grundschülern den einen oder anderen Albtraum bereiten. Zum anderen schneidet der Film auch Themen wie Rassismus, soziale Verwahrlosung, Obdachlosigkeit und Gewalt gegen Kinder an. Da kommen Menschen im einstelligen Altersbereich noch nicht mit. Größere Kids und ihre erwachsenen Begleiter werden von dem vertrackten Story-Konstrukt dagegen fasziniert sein. […] Fazit: […] Ein unendlich fantasievolles Kinopuzzle.“

„Origineller Abenteuerfilm für Jugendliche, entstanden nach einem populären Jugendroman, der trotz einiger Längen mit skurrilen Figuren und einer abstrus verschlungenen Erzählung unterhält, ohne seine Zielgruppe zu überfordern.“